# Dido abandonada (Vinci)
Dido abandonada (título original en italiano, Didone abbandonata) es una ópera en tres actos del compositor Leonardo Vinci (Strongoli, 1690 – Nápoles, 1730) con libreto en italiano de Pietro Metastasio, cuyo estreno tuvo lugar en el Teatro delle Dame de Roma, el 14 de enero de 1726. En este teatro, a pesar del nombre (que traducido al español sería Teatro de las Damas), estaba prohibido la actuación de mujeres, quienes, por decreto papal, no podían pisar las tablas de los teatros romanos. Por lo tanto, los dos personajes femeninos fueron interpretados por famosos castrati . En los tiempos modernos, por el contrario, en la producción en el Teatro Goldoni de Florencia, casi trescientos años después de la primera presentación. Aquí la distribución se invierte: dos hombres y cuatro mujeres.
El Didone Abbandonata de Vinci retuvo la característica más innovadora de Metastasio, que fue el trágico final dramático, donde escribe una serie de recitativos. La versión de Metastasio también da vida a la historia al proporcionar personajes adicionales o expandir el papel desempeñado por aquellos que ya están en el cuento de Virgilio, entre ellos Anna la hermana de Dido, aquí renombrada Selene.
Y fue precisamente esta obra, Didone Abbandonata, la que marcó el inicio de la colaboración, así como una verdadera y sincera amistad, entre Vinci y Metastasio, donde este último no perdió el tiempo, tejiendo alabanzas de Vinci y enfatizando su "gracia, expresión, fecundidad".

## Antecedentes
El libreto de Didone abandonata fue escrito por Metastasio para que fuera utilizado por el compositor italiano Domenico Natale Sarro para componer una ópera homónima en tres actos, cuyo estreno tuvo lugar en el Teatro San Bartolomé de Nápoles, el 1 de febrero de 1724. Posteriormente a Sarro fueron más de 70 los compositores que crearon óperas sobre el mismo libreto, entre ellos Domenico Scarlatti, Albinoni, Porpora, Galuppi, Jommelli, Cherubini, Händel, Hasse, Paisiello o Päer, siendo el último Carl Gottlieb Reissiger cuya Dido se estrenó en Dresde justo 100 años después, en 1824.

## Libreto
Las fuentes a las que acudió Metastasio para escribir el libreto fueron La Eneida  y  Los Fastos  de los poetas romanos Virgilio y Ovidio respectivamente.  El libreto es el segundo de la producción de Metastasio, estando comprendido entre Siface, re di Numidia  (1723) y  Siroe, re di Persia (1726). Metastasio revisa el texto para Vinci, eliminando algunas arias y agregando nuevas.

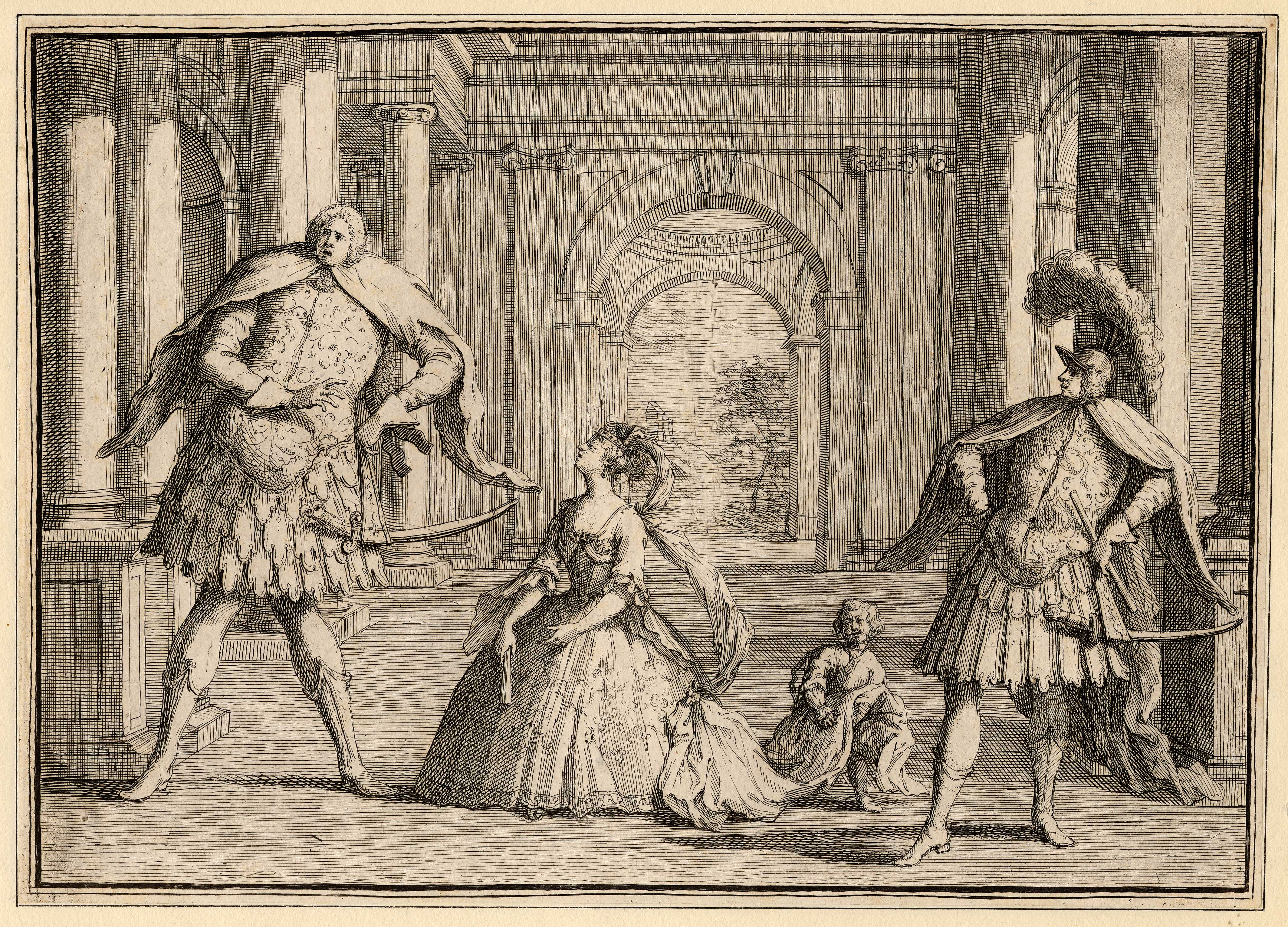
Caricatura del estreno de Flavio (Händel, 1723). De izquierda a derecha el castrato Senesino, la soprano Francesca Cuzzoni y el también castrato Gaetano Berenstadt

## Personajes
| Personaje                                  | Tesitura           | Reparto el 14 de enero de 1726 Director: Leonardo Vinci |
| ------------------------------------------ | ------------------ | ------------------------------------------------------- |
| Dido, reina de Cartago.                    | soprano castrato   | Giacinto Fontana (Farfallino)                           |
| Eneas, héroe troyano.                      | tenor              | Antonio Barbieri                                        |
| Jarbas, rey moro bajo el nombre de Arbace. | contralto castrato | Gaetano Berenstadt                                      |
| Selene, hermana de Dido.                   | soprano castrato   | Filippo Finazzi                                         |
| Osmida, confidente de Dido.                | contralto castrato | Angelo Franchi                                          |
| Araspe, confidente de Jarbas.              | soprano castrato   | Domenico Gizzi                                          |

Coreografía: Antonio Saro

Escenografía: Alessandro Mauro 

## Pastiche 1736
El 13 de abril de 1736, Vinci presentó[cita requerida] junto con Händel, quien dirigía la orquesta, un pastiche titulado Didone en el King's Theatre in the Haymarket de Londres.

## Argumento

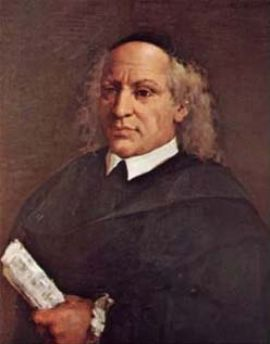
Leonardo Vinci

La acción se desarrolla en Cartago. 

Dido, viuda de Siqueo, tras serle asesinado el marido por su hermano Pigmalión, rey de Tiro, huyó con inmensas riquezas a África donde, comprando suficiente territorio, fundó Cartago. 

Fue allí solicitada como esposa por muchos, particularmente por Jarbas, rey de los moros, rehusando siempre, pues decía querer guardar fidelidad a las cenizas del extinto cónyuge. 

Mientras tanto, el troyano Eneas, habiendo sido destruida su patria por los griegos, cuando se dirigía a Italia fue arrastrado por una tempestad hasta las orillas de África, siendo allí recogido y cuidado por Dido, la cual se enamoró de él ardientemente; pero mientras éste se complacía y se demoraba en Cartago por el cariño de la misma, los dioses le ordenaron que abandonara aquel cielo y que continuara su camino hacia Italia donde le prometieron que habría de resurgir una nueva Troya. Él partió, y Dido, desesperadamente, después de haber intentado en vano retenerlo, se suicidó. 

Todo esto lo cuenta Virgilio, uniendo el tiempo de la fundación de Cartago a los errores de Eneas, en un bello anacronismo. 

Ovidio, en el tercer libro de sus Fastos, recoge que Jarbas se apoderó de Cartago tras la muerte de Dido, y que Ana, hermana de la misma, a la que llamaremos Selene, estaba ocultamente enamorada de Eneas. 

Por comodidad de la representación se finge que Jarbas, atraído por ver a Dido, se introduce en Cartago como embajador de sí mismo, bajo el nombre de Arbace.

## Música
Leonardo Vinci fue uno de los primeros en poner música al libreto de Metastasio. La música está principalmente en el estilo napolitano ligero que se hizo popular en toda Europa.  Su obra establece una secuencia de recitativos y arias solistas, es una obra muy agradable y llena de lirismo, rasgo típico de la escuela de ópera napolitana.
La música de Vinci le ofrece oportunidades tanto a Didone como a Eneas para crear personalidades fuertes. El aria inicial de Didone 'Io son regina' (Yo soy la reina) inmediatamente establece una persona fuerte, orgullosa y obstinada. Y será más imperiosa y magnífica en su desafío a Iarbas, pero el dolor que expresa en la magnífica 'Se vuoi ch'io mora' (Si me quieres muerto) (acto 2) hace que aparezca más vulnerable rogándole a Eneas. En esa secuencia final de acompañamientos, se eleva a una verdadera estatura trágica cuando primero se queja y luego se aflige antes de aceptar el destino que (correctamente) predice que le dará fama perdurable. Eneas también emerge como una figura verdaderamente heroica en un grado mucho más grande que el que Nahum Tate y Purcell alguna vez le permitieron ser. La mayoría de sus arias están en el modo heroico. Otros personajes son menos completos. Selene tiene varias arias de coloratura, pero Iarba y los personajes menores tienen quizás demasiadas arias 'símil' para el gusto contemporáneo, aunque por supuesto cumplieron una función al mostrar la fuerza vocal de los cantantes originales.

## Influencia
Metastasio tuvo gran influencia sobre los compositores de ópera desde principios del siglo XVIII a comienzos del siglo XIX. Los teatros de más renombre representaron en este período obras del ilustre italiano, y los compositores musicalizaron los libretos que el público esperaba ansioso. Didone abbandonata fue utilizada por más de 70 compositores para componer otras tantas óperas de las que casi ninguna de ellas ha sobrevivido al paso del tiempo.